# مایکل فریدمن (فیلسوف)
مایکل فریدمن (زاده ۲ آوریل ۱۹۴۷) فیلسوف آمریکایی حوزه فلسفه علم است که بیش از همه بخاطر فعالیت‌هایش در تبیین روش علمی، فلسفه فیزیک و ایمانوئل کانت شناخته می‌شود. او کارهای مشهوری نیز در رابطه با چهره‌های فلسفه قاره‌ای مانند مارتین هایدگر و ارنست کاسیرر ارائه کرده‌است.
از آثار فریدمن می‌توان به اثر مشهورش با عنوان «بازنگری در پوزیتیویسم منطقی»(۱۹۹۹) اشاره کرد. فریدمن در این کتاب ضمن انتقاد از نگرشهای ساده و افراطی برخی منتقدان نسبت به این مکتب می‌کوشد تصویری صحیح از دعاوی پوزیتویستی نشان دهد و همچنین بیان دارد که کدام بخش از پروژه آنها شکست خورده و برای ترمیم این بخشها چه بهایی باید پرداخته شود.

## بخشی از کتاب‌شناسی
- مبانی نظریه فضا-زمان: نسبیت فیزیک و فلسفه علم (دانشگاه پرینستون، ۱۹۸۳)
- کانت و علوم عینی (انتشارات دانشگاه هاروارد، ۱۹۹۲)
- بازنگری پوزیتیویسم منطقی (انتشارات دانشگاه کمبریج، ۱۹۹۹)
- امانوئل کانت: مبانی متافیزیکی علوم طبیعی (دانشگاه کمبریج، ۲۰۰۴) (سردبیر)
- میراث کانتی در علم قرن نوزدهم (MIT، ۲۰۰۶)
- بیان کانت از طبیعت: خوانش مبانی متافیزیکی علوم طبیعی (انتشارات دانشگاه کمبریج، ۲۰۱۳)